# PDC Pro Tour
Die PDC Pro Tour ist eine Serie von Dartturnieren der PDC. Im kommenden Jahr soll sie 34 Players Championship Events und 14 European Tour Events beinhalten. Die Turniere der Pro Tour gelten grundsätzlich nicht als TV-Turniere, werden jedoch per Streaming ganz (European Tour) oder teilweise (Players Championships) übertragen; einzelne Events  der European Tour sind im Free-TV zu sehen.
Die Pro Tour Events werden bei der Berechnung der PDC Pro Tour Order of Merit berücksichtigt.

## Geschichte
Nach der Gründung des World Darts Council im Jahr 1992 tat sich die Organisation zunächst schwer damit Turniere auszurichten, da noch die großen Sponsorenverträge und TV-Deals fehlten. Die Situation besserte sich in den folgenden Jahren und der Turnierkalender wuchs stetig an. Nach nur einem Turnier im Jahr 1992 fanden im Jahr 2001 ganze 34 Turniere auf 4 Kontinenten statt. Diese wurden jedoch oft nicht von der Professional Darts Corporation – wie sich der Verband jetzt nannte – selbst ausgerichtet. Außerdem führte die Tatsache, dass die Spieler viel reisen mussten, dazu, dass keine jüngeren Profis nachkamen, da sie sich nur sehr schwer auf dem Circuit durchsetzen konnten.
Mit der erstmaligen Austragung der UK Open im Jahr 2003 wurden im Vorjahr erstmals die UK Open Qualifiers ausgetragen. An ihnen konnten alle Spieler, die Teil des PDC-Circuits waren, teilnehmen. Mit ihnen wurde der erste Grundstein gelegt für eine eigens von der PDC durchgeführte Turnierserie. Hinzu kam im Juli 2003 die erste Austragung der Bobby Bourn Memorial Trophy, welche zu einem großen Erfolg wurde und den Grundstein für die 2004 gegründeten Players Championships legte. Mit dieser Kombination aus den Players Championships und den UK Open Qualifiers war die PDC Pro Tour geboren.
Zunächst gingen die Turniere der PDC Pro Tour ausschließlich in die PDC Order of Merit ein. 2007 wurde die PDC Players Championship Order of Merit erstmals als Qualifikation für ein Major-Turnier herangezogen. Die UK Open Order of Merit wurde weiterhin (bis zu ihrer Absetzung 2018) nur für die Bestimmung des Teilnehmerfeldes der UK Open verwendet.
Die Tour führte die Spieler erstmals 2007 nach Amerika, 2008 auch nach Australien. Die Turnieranzahl auf der Tour stieg weiter rasant an. Den Höchststand erreichte die PDC im Jahr 2010, als 45 Turniere ausgetragen wurden.
Im Jahr 2011 wurde erstmals die PDC Tour Card eingeführt. Ab sofort wurde die Anzahl der Spieler, welche bei allen Turnieren der Players Championships und UK Open Qualifiers starten durften, auf 128 begrenzt. Mit der Einführung der Tour Card ging auch die erstmalige Austragung der PDC Qualifying School einher, über die sich neue Spieler eine Karte erspielen können.
Nach der Etablierung der PDC Europe als Unterverband der PDC für Kontinentaleuropa wurde 2012 erstmals die European Darts Tour als dritter Teil der Pro Tour ins Leben gerufen. Sie bestand aus zunächst fünf Turnieren, welche im Gegensatz zu den Players Championships und UK Open Qualifiers vor Publikum ausgetragen wurden und nicht allen Spielern mit einer PDC Tour Card Platz bot.
Mit der Einführung der European Tour kam es ebenfalls zur Umwandlung der Players Championship Order of Merit in die bis heute bekannte PDC Pro Tour Order of Merit, welche als Qualifikation für einige Major-Turniere herangezogen wird. Außerdem wurden die Players Championships von nun an mehrheitlich wieder auf den Britischen Inseln ausgetragen.
2018 wurden zum letzten Mal die UK Open Qualifiers ausgetragen. Seit 2019 sind dementsprechend nur noch die Players Championships und die European Tour Teil der PDC Pro Tour.
Nach 45 Turnieren im Jahr 2010 wurden 2019 insgesamt 43 Turniere ausgetragen. 2020, im ersten Jahr der COVID-19-Pandemie, waren es immerhin 27 Turniere. Seit 2022 wurden wieder volle 43 Turniere ausgespielt, 2025 sollen 48 Turniere ausgetragen werden.

## Austragungen
| Nr. | Jahr | Zeitraum                   | Turnieranzahl | Bestehend aus                                                                    |
| --- | ---- | -------------------------- | ------------- | -------------------------------------------------------------------------------- |
| 1   | 2002 | 20. Juli – 1. Dezember     | 4             | UK Open Qualifiers 2002/03                                                       |
| 2   | 2003 | 12. Januar – 30. November  | 7             | UK Open Qualifiers 2002/03 UK Open Qualifiers 2003/04                            |
| 3   | 2004 | 11. Januar – 13. November  | 13            | Players Championships 2004 UK Open Qualifiers 2003/04 UK Open Qualifiers 2004/05 |
| 4   | 2005 | 19. Januar – 13. November  | 16            | Players Championships 2005 UK Open Qualifiers 2004/05 UK Open Qualifiers 2005/06 |
| 5   | 2006 | 8. Januar – 12. November   | 17            | Players Championships 2006 UK Open Qualifiers 2005/06 UK Open Qualifiers 2006/07 |
| 6   | 2007 | 6. Januar – 11. November   | 28            | Players Championships 2007 UK Open Qualifiers 2006/07 UK Open Qualifiers 2007/08 |
| 7   | 2008 | 13. Januar – 9. November   | 36            | Players Championships 2008 UK Open Qualifiers 2007/08                            |
| 8   | 2009 | 10. Januar – 8. November   | 39            | Players Championships 2009 UK Open Qualifiers 2009                               |
| 9   | 2010 | 6. Februar – 28. November  | 45            | Players Championships 2010 UK Open Qualifiers 2010                               |
| 10  | 2011 | 29. Januar – 27. November  | 39            | Players Championships 2011 UK Open Qualifiers 2011                               |
| 11  | 2012 | 28. Januar – 25. November  | 33            | European Darts Tour 2012 Players Championships 2012 UK Open Qualifiers 2012      |
| 12  | 2013 | 23. Februar – 24. November | 32            | European Darts Tour 2013 Players Championships 2013 UK Open Qualifiers 2013      |
| 13  | 2014 | 31. Januar – 23. November  | 35            | European Darts Tour 2014 Players Championships 2014 UK Open Qualifiers 2014      |
| 14  | 2015 | 6. Februar – 25. Oktober   | 35            | European Darts Tour 2015 Players Championships 2015 UK Open Qualifiers 2015      |
| 15  | 2016 | 5. Februar – 22. Oktober   | 36            | European Darts Tour 2016 Players Championships 2016 UK Open Qualifiers 2016      |
| 16  | 2017 | 3. Februar – 15. Oktober   | 40            | European Darts Tour 2017 Players Championships 2017 UK Open Qualifiers 2017      |
| 17  | 2018 | 2. Februar – 21. Oktober   | 41            | European Darts Tour 2018 Players Championships 2018 UK Open Qualifiers 2018      |
| 18  | 2019 | 9. Februar – 15. Oktober   | 43            | European Darts Tour 2019 Players Championships 2019                              |
| 19  | 2020 | 8. Februar – 14. November  | 27            | European Darts Tour 2020 Players Championships 2020                              |
| 20  | 2021 | 25. Februar – 4. November  | 32            | European Darts Tour 2021 Players Championships 2021                              |
| 21  | 2022 | 5. Februar – 5. November   | 43            | European Darts Tour 2022 Players Championships 2022                              |
| 22  | 2023 | 11. Februar – 2. November  | 43            | European Darts Tour 2023 Players Championships 2023                              |
| 23  | 2024 | 12. Februar – 31. Oktober  | 43            | European Darts Tour 2024 Players Championships 2024                              |
| 24  | 2025 | 10. Februar – 30. Oktober  | 48            | European Darts Tour 2025 Players Championships 2025                              |

## Preisgelder

### Aktuell
| Runde         | Players Championships | European Tour Events |
| ------------- | --------------------- | -------------------- |
| Sieg          | £ 15.000              | £ 30.000             |
| Finale        | £ 10.000              | £ 12.000             |
| Halbfinale    | £ 5.000               | £ 8.500              |
| Viertelfinale | £ 3.500               | £ 6.000              |
| Achtelfinale  | £ 2.500               | £ 4.000              |
| 3. Runde      | £ 1.500               | £ 2.500              |
| 2. Runde      | £ 1.000 (Letzte 64)   | £ 1.250 (Letzte 48)  |
| Total         | £ 125.000             | £ 175.000            |

## PDC Pro Tour Card
Um die PDC Pro Tour spielen zu dürfen, muss man über eine Tour Card verfügen, die zwei Jahre gültig ist. Diese berechtigt zur Teilnahme an allen Turnieren der Pro Tour.
Insgesamt werden 128 Tour Cards pro Saison an folgende Spieler vergeben:
- (64) – Top 64 der PDC Order of Merit nach der PDC-Weltmeisterschaft
- (??) – die erfolgreichen Qualifikanten der PDC Qualifying School des Vorjahres, sofern sie nicht bereits in den Top 64 der Order of Merit sind.
- (4) – die jeweils zwei besten Spieler der PDC Challenge Tour in den beiden letzten Jahren
- (4) – die jeweils zwei besten Spieler der PDC Development Tour in den letzten beiden Jahren
- (??) – so viele Qualifikanten der PDC Qualifying School des aktuellen Jahres, um auf insgesamt 128 Tour Card Inhaber zu kommen. Die freien Tour Cards werden entsprechend der Zahl der Anmeldungen auf die beiden Q-School Wettbewerbe verteilt. Im Jahr 2023 waren erstmals mehr Anmeldungen bei der Q-School Europe, als bei der Q-School UK zu verzeichnen, weshalb 14 der 27 Tour Cards im EU-Event, und nur 13 im UK-Event ausgespielt wurden.